# Bayahíbe
Bayahíbe es un pueblo de pescadores de la República Dominicana, provincia La Altagracia, que se encuentra al Sur del municipio de San Rafael del Yuma en la costa del Mar Caribe, administrativamente Bayahibe es un distrito municipal de dicho municipio. Fundado en 1874 por Juan Brito y su familia, de nacionalidad puertorriqueña.

## Etimología
Bayahíbe es una palabra indígena. Su significado no se conoce con seguridad, pero con las referencias que se tiene podemos pensar que estaba ligado al agua y posiblemente al mar. Tal vez indicase un lugar a la orilla del mar donde abundasen los moluscos.
Existen muchos topónimos taínos que incluyen «Baya», nombre que se le daba a un molusco bivalvo, parecido a las almejas que se encuentran pegados a las rocas o a las raíces de los mangles. «Jibe», o «Hibe», corresponde al nombre que le daban los indígenas a una especie de cedazo fabricado con palitos que se utilizaba para tamizar la harina de yuca durante el proceso de la elaboración del casabe.

## Historia
Bayahíbe se ha mantenido poblado desde los tiempos prehistóricos, lo cual no es de extrañar debido a lo privilegiado de su emplazamiento. Manantiales de fresca agua dulce, una bahía excelente para ser utilizada como fondeadero, abundancia de arrecifes coralinos poblado por peces, moluscos y crustáceos, el área terrestre con manglares y zonas susceptibles de ser cultivadas.
La primera vez que los europeos visitaron el área de Bayahíbe fue entre los días 14 y 15 de septiembre de 1494. Cristóbal Colón, que venía de explorar las islas de Cuba y Jamaica, durante el transcurso de su segundo viaje a América, decidió reconocer la costa sur de La Española. El día 14 de septiembre llegó a la isla Labanea, dándole el nombre de Catalina en honor a la hija de los reyes Católicos. Al día siguiente queda constancia de que llegó a la isla Adamanay, a la que su compañero de viaje, Miguel de Cunneo nombró como Bella Savonese, originado el nombre de Saona, tal como se la conoce hoy.

## Turismo

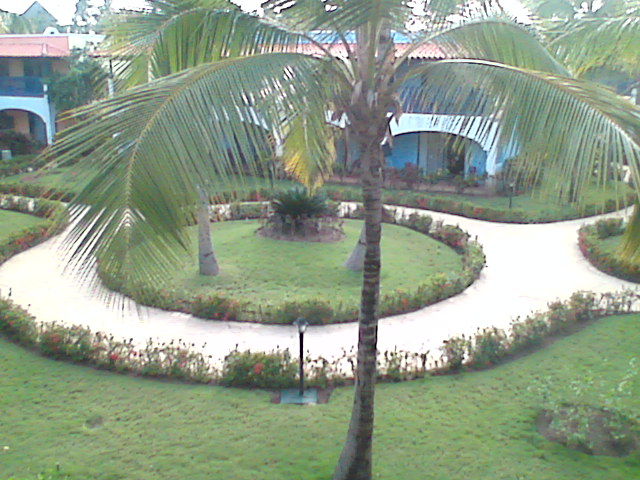
En la actualidad, Bayahíbe ha dejado a un lado la pesca como primera actividad para dedicarse de lleno a la industria turística. A partir del año 1990 comenzaron a realizarse excursiones organizadas al parque nacional del Este que partían del pueblo y lógicamente las embarcaciones eran navegadas por los habitantes del lugar. La llegada de los grandes hoteles diversificó las actividades de la población, que en gran medida trabajan ya en la zona hotelera o tienen negocios relacionados con las visitas que los turistas de los hoteles realizan regularmente en el pintoresco pueblo

### Las Playas
Las playas son sin duda, una de las principales atracciones turísticas de Bayahibe. Las playas son de arenas blancas y aguas tranquilas cristalinas, típicas del Mar Caribe. Se destacan dos playas:
- Playa Bayahibe: playa homónima al pueblo donde se encuentra, es la más concurrida por los lugareños. La playa posee arenas blancas finas, aguas cálidas de poca profundidad, poco oleaje y exuberantes vegetación de cocoteros. Hacia el Sur de esta playa se encuentra el Puerto de Bayahibe, donde zarpan las embarcaciones de excursiones a las islas de la zona, como la Isla Saona o la Isla Catalina.

- Playa Dominicus: Esta playa se encuentra a 6 kilómetros hacia el sur de Bayahibe. Es la playa donde se encuentran la mayoría de los complejos de hoteles All Inclusive de Bayahibe. Las arenas de esta playa son blancas, algo más gruesas que las de Playa Bayahibe, con aguas cálidas y transparentes, rodeadas de mucha vegetación.

## Buceo, Museos Submarinos y el Naufragio del Capitán Kidd
El buceo es probablemente la atracción turística más común en Bayahíbe y es el mejor lugar para el buceo en la República Dominicana. Hay más de 20 sitios oficiales de buceo situados cerca de Bayahíbe y todos son accesibles desde los barcos de buceo de la zona. Bayahíbe se beneficia de las cristalinas y tranquilas aguas del Mar Caribe, que lo hace perfecto para muchos deportes acuáticos como buceo y ponerse de pie paddle. La pesca de altura es otra actividad popular.
Fascinantes reservas arqueológicas submarinas se localizan en la zona hotelera de Bayahíbe. Se han recreado naufragios de galeones del siglo XVIII, para representar lo que una vez descubrieron los biólogos marinos. Restos del barco pirata La Cara Mercante, comandado por el capitán William Kidd fueron descubiertos fuera de la isla Catalina en el año 2008, tras este haberlo abandonado en el año 1699 con la finalidad de limpiar su nombre de cargos de piratería. A partir de este descubrimiento surgió el Museo Viviente, que también está disponible como un recurso del campo científico para los estudiantes y profesionales de la arqueología submarina, la biología marina, ecología y geología
Los visitantes podrán también maravillarse ante la colorida vida marina, la formación de corales e inclusive, podrían tener contacto con los amistosos delfines, tiburones gata o los manatíes.

## La rosa de Bayahíbe

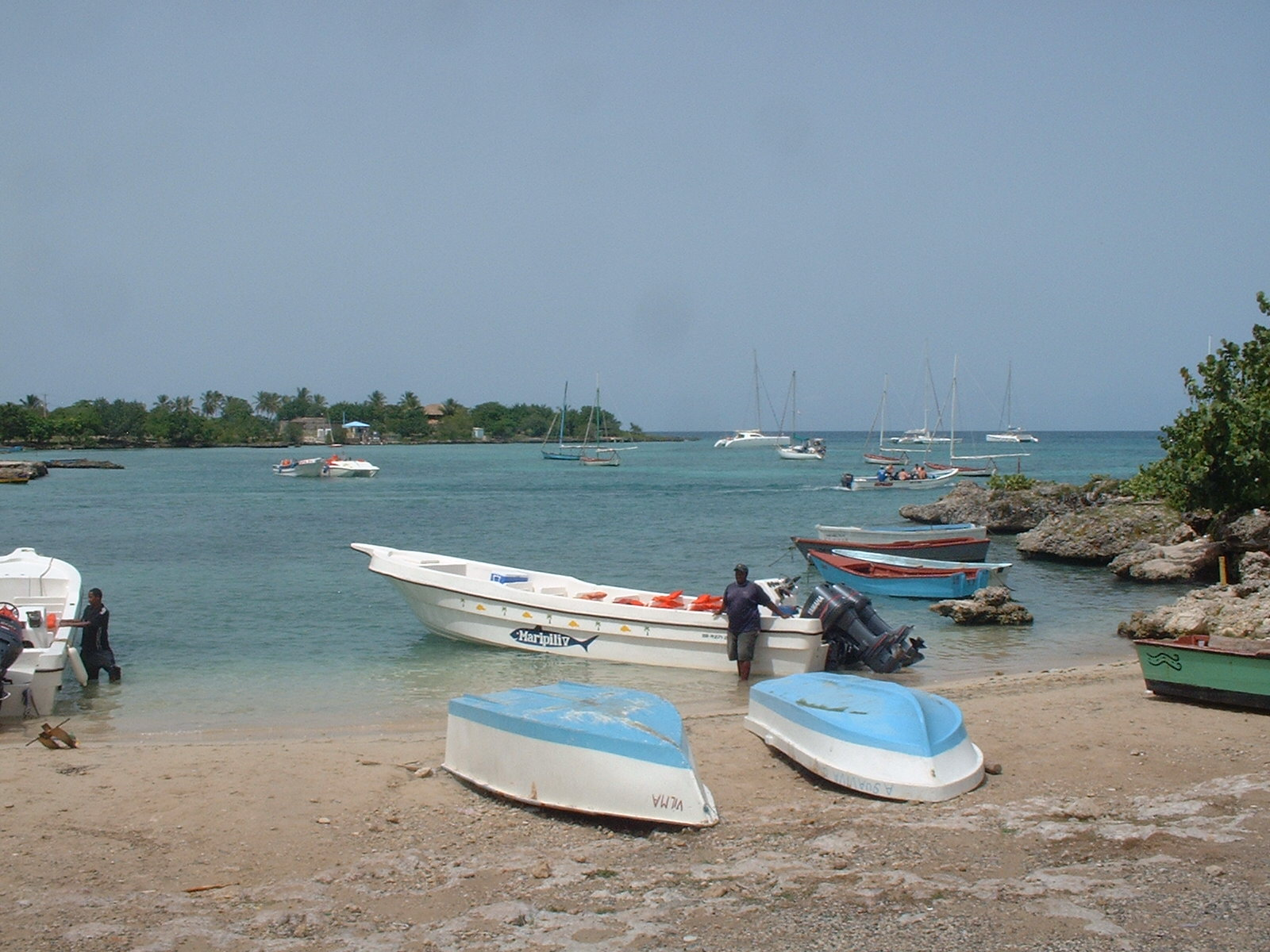
La Playa

La rosa de Bayahíbe (Leuenbergeria quisqueyana) pertenece a la familia de las cactáceas y es uno de los pocos cactus que tiene hojas. Es originaria de la República Dominicana, encontrándose exclusivamente en las proximidades del poblado de Bayahíbe en la región este del país. Y está fuertemente amenazada por destrucción de hábitat.